# Waltershofen (Meitingen)
Waltershofen ist ein Dorf und Gemeindeteil des Marktes Meitingen im schwäbischen Landkreis Augsburg in Bayern (Deutschland).
Waltershofen gehört zu den Grenzorten des alemannischen Dialektraums zum Bairischen hin.

## Geschichte
Waltershofen gehört zu den frühen Ansiedlungen der Umgebung.
Bis zur Gebietsreform in Bayern am 1. Januar 1972 war Waltershofen ein Gemeindeteil von Westendorf im Landkreis Wertingen. An diesem Tag wurde es nach Meitingen umgemeindet.
Waltershofen gehört zur katholischen Pfarrei Sankt Georg in Westendorf. Die Ortskapelle Sieben Schmerzen Mariens ist ein Neubau von 1958.

## Ortswappen
Aufgrund fehlender historischer Eigenständigkeit als selbstverwaltetes Dorf ist Waltershofen der einzige Gemeindeteil Meitingens, der kein offizielles Wappen führt. Zwar ist die hoheitsrechtliche Bedeutung der Wappen anderer eingemeindeter Gemeindeteile ebenfalls seit der Eingemeindung verloren gegangen, dennoch dürfen diese ihr historisches Wappen weiterhin zu Repräsentationszwecken führen. Die Erhebung eines neuen inoffiziellen Wappens auf dieser Grundlage ist staatsrechtlich jedoch ausgeschlossen. 2017 wurde durch eine privatrechtliche Bürgerinitiative, ausgehend von den Ortsvereinen, ein Wappen der Marktgemeinde gestiftet. Dieses wurde mit Unterstützung der Kreisheimatpflege des Landkreises, der Kommunalpolitik, der Marktgemeinde und eines Heraldikers geschichtlich hergeleitet, ausgearbeitet und über eine öffentliche Abstimmung durch die Bewohner des Ortsteils ausgewählt. Letztere fand im Rahmen des 20. Bürgerhausjubiläums statt; das Siegerwappen war eines aus fünf vorausgewählten Entwürfen und erhielt 69 von 212 abgegebenen Stimmen.
Das Wappen ist in der Wappenrolle des Wappen Löwen, einer heraldischen Gesellschaft mit Sitz in München, registriert.
Blasonierung:

„Über einem blauen Wellenschildfuß, darin zwei silberne Wellenbalken, von Rot und Silber gespalten; oben zwei gestürzte und gekürzte Spitzen, darunter zwei einwärts gewendete und auf der Wellenlinie schwimmende, golden bewehrte Schwäne, alles in gewechselten Tinkturen.“

Beschreibung (entnommen aus dem Registrierungsantrag für die Wappenrolle):
Es handelt sich dabei um ein sprechendes Wappen, da die beiden gestürzten Spitzen den Anfangsbuchstaben »W« heraldisch umsetzen. Die Schwäne stehen für das Naturschutzgebiet am Lech, die beiden silbernen Wellenbalken im blauen Wellenschildfuß für Lech und Lechkanal. Der dominierende Farbkanon Rot-Silber ist dem Wappen des Hochstifts Augsburg entlehnt, das bis zur Säkularisation der bestimmende Grundeigentümer war.